# Kamelenrace

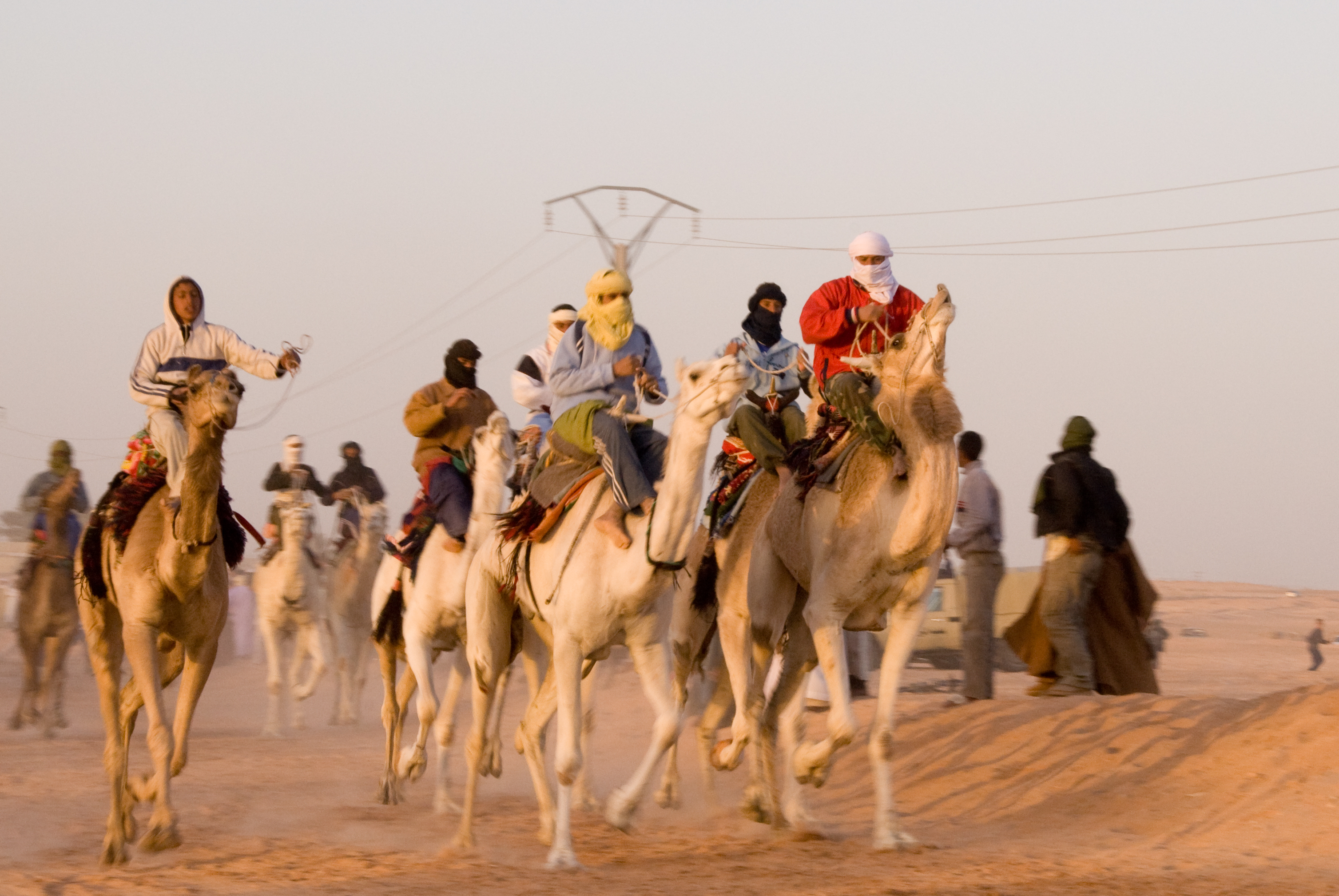
Kamelenrace in Algerije

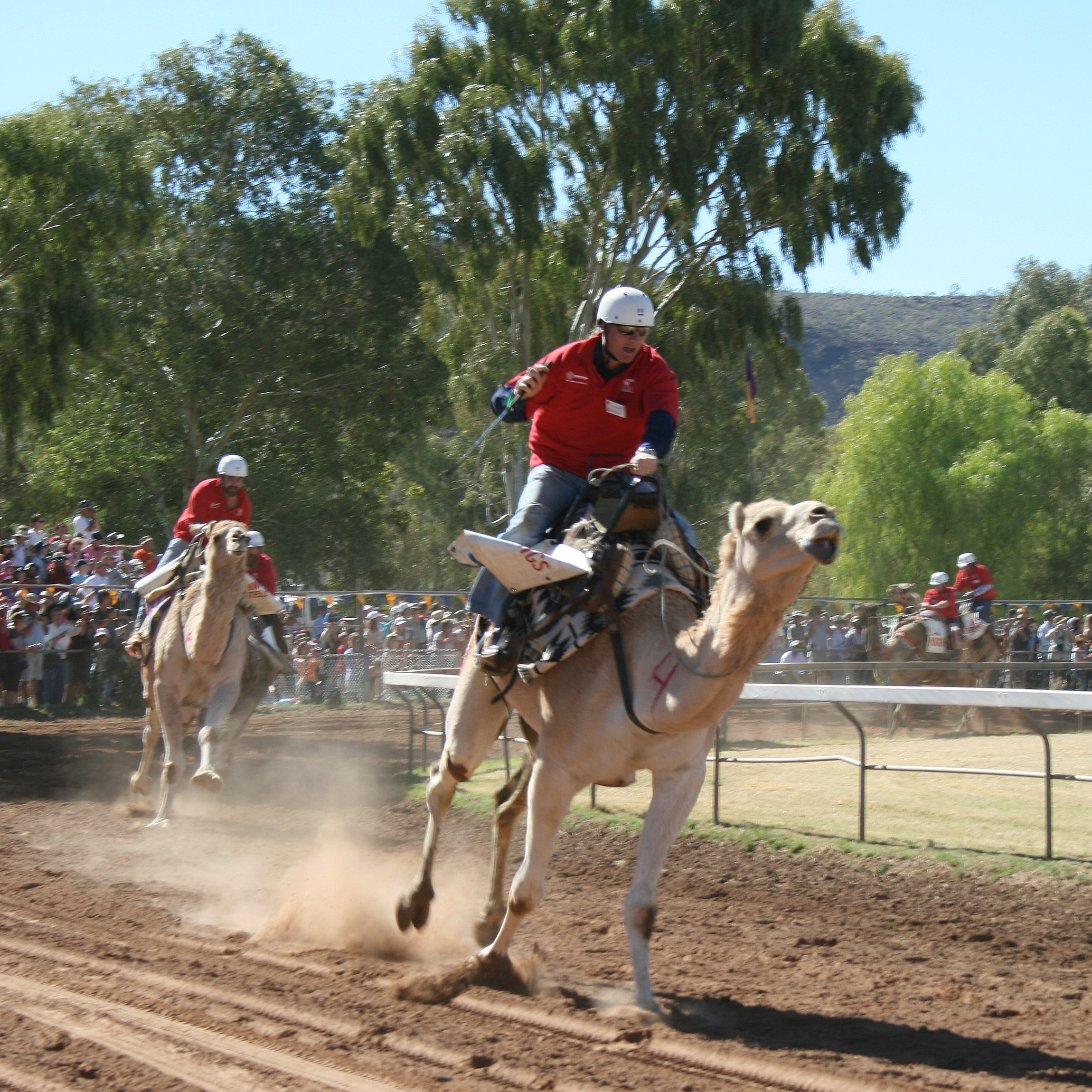
Kamelenrace in Alice Springs

Kamelenrace is een populaire sport in Australië, het Midden-Oosten en Afrika. Professionele kamelenraces zijn, net als paardenraces, evenementen voor mensen die willen wedden en voor het toerisme.

## Kritiek
Het kamelenracen is in het begin van deze eeuw in het nieuws gekomen omdat er in het Midden-Oosten veel kleine jongens als rijders voor deze sport gebruikt werden. Deze worden door mensenrechtenorganisaties als kindslaven beschouwd. De jongens kwamen uit Zuid-Azië, voornamelijk Bangladesh en Pakistan. Er bestond eigenlijk een voorschrift met betrekking tot een minimumgewicht van vijfenveertig kilo, maar er waren in het Midden-Oosten slechts weinig mensen die zich daar om bekommerden.

## Robotjockeys

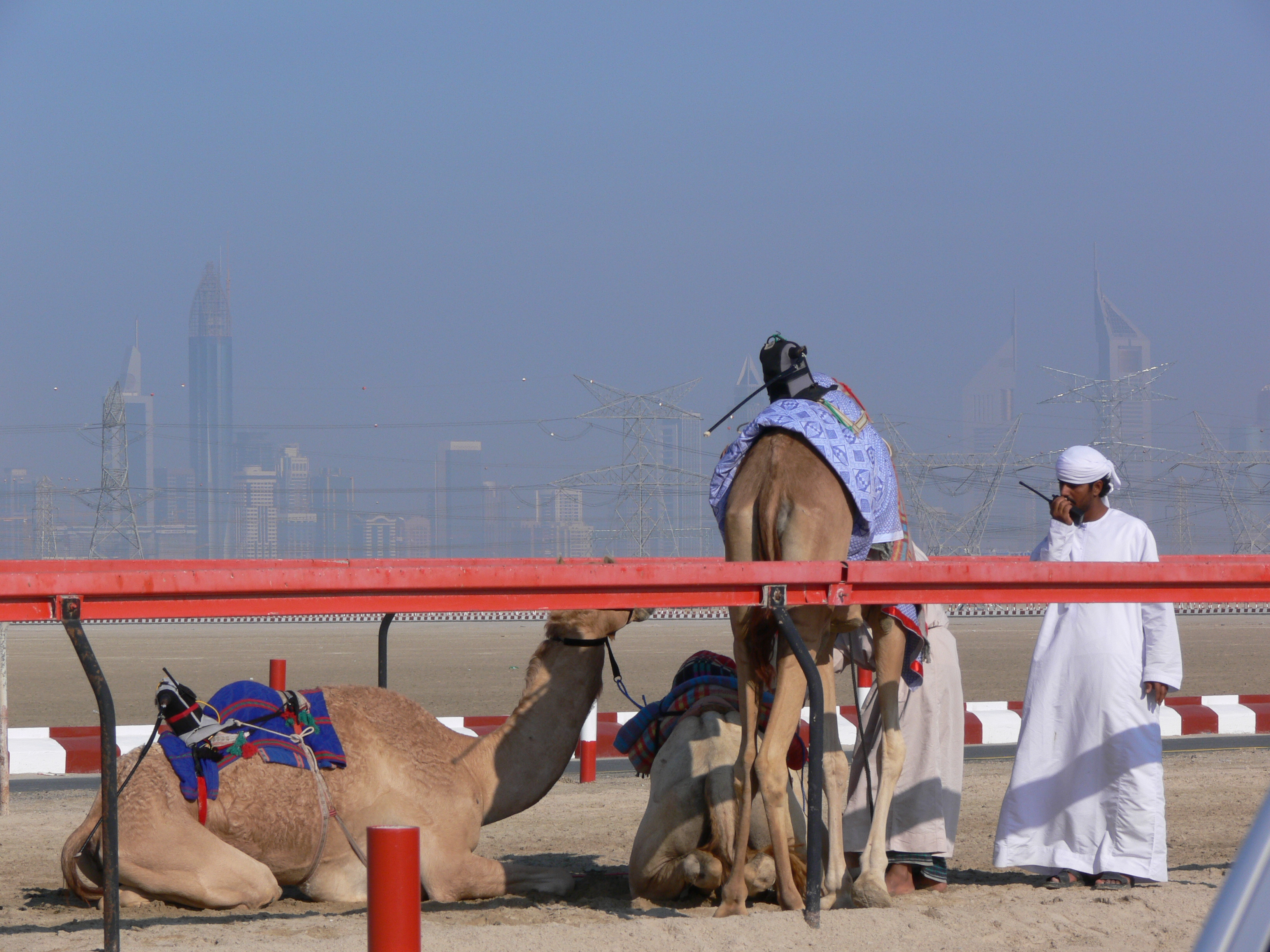
Kamelen met robotjockeys

In het begin van 2005 is er een plan ontwikkeld om robot-jockeys te gebruiken. In 2008 worden in Dubai kamelenraces (eigenlijk dromedarissen, zie onder) gehouden waarbij achter op de rug van de dromedaris een klein, soms als poppetje verkleed, kastje zit vastgebonden, waarin een ontvangertje zit voor radiosignalen. Naast deze ontvanger bevat dit kastje ook nog een elektromotor, waarmee een kleiner of groter zweepje wordt aangedreven. Naast het grootste deel van de racebaan loopt een brede asfaltweg waarover driedubbeldik de auto's de race begeleiden, vergelijkbaar met de fietsers die tijdens roeiwedstrijden meerijden. Er is echter een groot verschil. In de auto's zitten, behalve autobestuurders, de bestuurders van de dromedarissen. Via hun zendertjes regelen zij het aantal klapjes met de zweep. Bij de starts kan men nog wel bereden kamelen zien. Deze doen echter niet mee aan de race.

## Trivia
- Meestal wordt in de kamelenrace gereden op dromedarissen. De verwarring komt doordat in het Engels de naam camel of Arabian camel voor de dromedaris wordt gebruikt, hoewel hij in het Engels officieel dromedary heet.
- Kamelenrace is een balspel op de kermis.